# Саблер, Владимир Карлович
Влади́мир Ка́рлович Са́блер (с 1915 — Десято́вский) (1845, Тульская губерния — 1929, Тверь) — государственный деятель Российской империи, действительный тайный советник (06.05.1905), статс-секретарь (21.02.1913), обер-прокурор Святейшего Синода в 1911—1915 годах, почётный член Императорского Православного Палестинского Общества.

## Биография
Отец — Карл Фёдорович Саблер (1809—?), обер-квартирмейстер Отдельного Гренадерского корпуса, мать — дворянка Тульской губернии Стефания Васильевна Алексеева. Дядя — Василий Фёдорович Саблер, известный психиатр.
Окончил курс на юридическом факультете Московского университета (1867) и оставлен при университете на два года для усовершенствования в науках. Затем был командирован за границу (1870—1872), а по возвращении получил степень магистра за сочинение «О значении давности в уголовном праве» (Москва, 1872) и назначен доцентом по кафедре уголовного судоустройства и судопроизводства. В 1872—1873 годах читал уголовное судопроизводство в Московском университете.
В 1873 году перешёл в ведомство Министерства юстиции и вскоре был назначен во 2-е отделение Собственной Е. И. В. канцелярии, где принимал участие в качестве члена в комиссиях: для обсуждения вопросов по делам о раскольниках, для обсуждения вопросов по пересмотру уложения о наказаниях, для начертания проекта нового уложения о наказаниях, для пересмотра устава о предупреждении и пресечении преступлений и многих других.
В 1874—1879 годах был правителем дел Санкт-Петербургского женского патриотического общества.
С 1875 года камер-юнкер; в 1876 году был назначен состоять при великой княгине Екатерине Михайловне и должен был находиться при ней во время приёма лиц дипломатического корпуса.
В 1880 году причислен был к государственной канцелярии, с оставлением при 2-м отделении и с пожалованием в камергеры. С 17 апреля 1882 года — действительный статский советник.
С 1881 года служил в Синоде, сперва в должности юрисконсульта, а в 1883—1892 годах — управляющего канцелярией Синода. В 1885 году был избран помощником председателя при Синоде для заведования церковно-приходскими школами.
С 1880 года, в связи с болезнью Ф. Е. Гартмана, исполнял обязанности председателя Совета Мариинского института; с 1887 года временно исполнял обязанности личного секретаря великой княгини Екатерины Михайловны. С 1 января 1890 года — тайный советник.
С 1892 года, после отставки Н. П. Смирнова, назначен товарищем обер-прокурора Синода, а с 14 мая 1896 года — сенатором. В 1905 году оставил должность товарища обер-прокурора из-за разногласий с К. П. Победоносцевым. Назначен членом Государственного совета.
В 1911—1915 годах занимал должность обер-прокурора Синода. В связи с состоявшимся 1 марта 1916 года Высочайшим повелением о том, чтобы на будущее время доклады обер-прокурора императору по делам, касающимся внутреннего строя церковной жизни и существа церковного управления, совершались в присутствии первенствующего члена Святейшего Синода, консервативная газета «Московскія Вѣдомости» ставила данное решение в заслугу обер-прокурору Волжину, воздавая должное его «скромности и честной прямоте», а о Саблере писала: «<…> Никогда за двести лет существования Синода обер-прокурор не доводил своей власти до такой мелочной, завистливой и мстительной деспотии, до такого произвола как именно при Саблере и в его лице, и всё это при мягких улыбках, приятных словах и обещаниях. <…> Нужно было дойти засилью обер-прокуратуры и гипертрофии её власти до абсурда, словом, нужен был именно Саблер, чтобы, наконец, открылись у всех глаза на положение дел».
20 ноября 1915 года принял фамилию жены — Десято́вский.
В историю русской церковной администрации вошёл под кличкой «Притычкин», которой «наградил» его санкт-петербургский митрополит Исидор.
Почётный член Училищного Совета при Священном синоде, член Российского Общества Красного Креста, Почётный член Киевской духовной академии, Почётный член Московского Археологического института, член-учредитель Русского окраинного общества, член «Русского Собрания».
После революции с 1918 по 1925 год неоднократно арестовывался. В 1926 был осуждён по делу митрополита Петра и отправлен в ссылку в Тверь, где и скончался в 1929 году.

## Награды
- Орден Святого Владимира 4-й степени (20.04.1880)
- Орден Святого Станислава 1-й степени (24.03.1885)
- Орден Святой Анны 1-й степени (05.04.1887)
- Орден Святого Владимира 2-й степени (06.05.1895)
- Орден Белого орла (06.05.1899)
- Орден Святого Александра Невского (06.05.1902)
- Бриллиантовые знаки к ордену Святого Александра Невского (01.01.1910)
- Орден Святого Владимира 1-й степени (06.05.1915)

Иностранные:
- болгарский орден Святого Александра 2-й степени (1885)
- черногорский орден князя Даниила I 1-й степени (1886)
- сербский орден Святого Саввы 2-й степени (1890)
- румынский орден Короны 1-й степени (1899)

## Семья
Был женат на Ольге Андреевне Заблоцкой-Десятовской (1845—1920), дочери А. П. Заблоцкого-Десятовского. В 1915 году поменял фамилию на Десятовский. Дети:
- Святослав (19.05.1874 — ок. 1933) — окончил Санкт-Петербургскую 3-ю гимназию (1892)[5] и юридический факультет Санкт-Петербургского университета (1896). Служил в канцелярии Совета министров, статский советник. После революции жил с отцом в Твери до 1929 года, в начале 30-х годов приехал в Ленинград, где получил работу в Гидрологическом институте, но вскоре был арестован, перевезён в Тверь и умер в тюрьме. Изменил фамилию на Воробьёв-Десятовский. Его сын — Владимир Святославович Воробьёв-Десятовский (1927—1956) — известный востоковед[6], индолог.
- Юрий (02.07.1876—1918) — дипломат, погиб в Кронштадте в сентябре 1918 года во время «красного террора».
- Сергей (28.10.1877—1937)[7]; с 01.07.1909 года был женат на дочери тайного советника барона фон Засс, Натальи-Варваре-Валерии; жил в Москве, был арестован и расстрелян в Бутово 21 октября 1937 года.

## Адреса в Санкт-Петербурге
- 1905—1917 — дом В. А. Ратькова-Рожнова — набережная Екатерининского канала, 71.

## В воспоминаниях современников
Архиепископ Никанор (Бровкович)

В день Александра Невского, 30 Августа [1887 года], появляется в лаврском соборе обер-священник, старец Покровский, ну совсем ветхий старец, подходит ко всем, ласкается. На приветы старцу отвечают все холодным приветом: кому какое до него дело? И на обед к владыке-митрополиту он зван; а ноги и с лестницы снести его не могут, и на лестницу поднять бессильны. Кому какое до немощного старца дело? Но смотрю: В[ладимир] К[арлович] Саблер тащит немощного старца в дом митрополита с лестницы. Смотрю: тот же В[ладимир] К[арлович] тащит немощного старца и на лестницу. Это меня тронуло… Хороший, богобоязненный, теплый сердцем, скорый на помощь человек. Не говорю о том, что готов бывать в церкви хоть каждый день. Стоит примерно у нас трехчасовую литургию накануне Крещения. Тут же, после легкой кутьи, садится в моем кабинете и пишет несколько писем, отвечая архиереям на поздравления. А получил он более 40 писем от преосв. архиереев, кроме телеграмм. Тут же идет к нам на трех с половиной-часовую всенощную, которую стоит всю до конца, не приседая ни на одну минуту, несмотря на мои приглашения и на удобство присесть в моей моленной. По отцу и дети. Он теперь водит к нам всех трех своих сынков: Святослава, Юрия и Сергия. Святослав держит у меня и свечку. Эти дети тоже отстаивают не только наши обедни, но и трехчасовые всенощные, напр. накануне Рождества или Нового года. Да и к обедням явились, пешком пришли (не нашли извозчика) в Рождество к 7 час. утра, а в Новый год даже в 6 1/2 час. утра же. Нет, примерный он человек в наше время, примерный отец, добрый христианин… 

протопресвитер Георгий Шавельский:

Из В. К. Саблера, может быть, вышел бы хороший художник, поэт, еще лучший анекдотист-рассказчик, наверное — отличный старообрядческий начетчик, а судьба поставила его у кормила церкви в самую серьёзную пору жизни русского народа, когда начавший чрезвычайно быстро развиваться народный организм требовал особенного ухода и попечения со стороны своей матери-церкви. В. К., насколько я понял его, не обладал необходимыми для крупного государственного деятеля качествами: глубиною, серьёзностью и прозорливостью. Он на всё смотрел как-то легко и просто: пусть будет книга самая пустая, но лишь бы в красивой обертке; пусть совсем загниет жизнь в монастыре, но лишь бы там красиво служили; пусть «святой» отец будет с пустыми головой и сердцем, но лишь бы вид его был «ипостасен»: важен на вид, сановит — в церковном смысле, непременно при длинной бороде и таких же волосах; будь что будет с галицийскими униатами, но лишь бы присоединить их, а главное: «получить два-три домика около Св. Юра» и т. п. Это был какой-то не то шутник, не то — искатель приключений на высоком посту обер-прокурора Св. Синода. <…> Я совсем не хочу отрицать ни некоторых добрых качеств, ни добрых дел Саблера, но считаю, что положительное, сделанное им для церкви, было столь мелко и ничтожно в сравнении с тем, что можно и должно было сделать при наличии тех сил и средств, которыми тогда располагала церковь, что об этом положительном и говорить не стоит. Самое же главное в том, что тон, взятый Саблером, самый характер его работы были разрушительны для церкви".

Михаил Осипович Меньшиков:

«В. К. Саблер слишком для всех знакомая фигура, чтобы много говорить о нем. Положительные его качества — огромная заслуженность по духовному ведомству, хорошая, как принято думать, победоносцевская школа, широкая популярность в духовенстве и, кажется, искренняя любовь к церкви, несмотря на немецкое происхождение. За многолетнюю службу на высоких должностях под рукою Константина Петровича господин Саблер лично перевидал все российское духовенство выше сельских батюшек, все его перецеловал, все повыспросил, ко всему присмотрелся. Это громадное преимущество для всякого хозяина — знать хозяйство самолично и до тонкости. Все заметили, с какою легкостью господин Саблер сел за обер-прокурорский стол в Святейшем Синоде и приступил к очередным делам: точно старый кавалерист сел в наезженное седло. Шестилетней отставки как будто не бывало, а просто старый папаша вернулся в свою усадьбу. Конечно, следует считать благоприятным качеством и то, что господина Саблера, как слышно, любят в духовном ведомстве. В суровую эпоху Константина Петровича господина Саблера звали „улыбкой Победоносцева“. Сам тогдашний министр церкви ходил точно в трагической маске, сам метал на архиереев громы, но, выйдя от него, преосвященные встречали, как луч солнца из-за туч, мягкую улыбку Владимира Карловича и хватались за неё, как утопающий за соломинку. Господин Саблер много сглаживал шероховатостей, обезвреживал много резких мер и на многие раны проливал елей. Доброту и ласку его запомнили, как не забыли и то, что господин Саблер подписался под требованием церковного собора. <…> Духовенство и верующие миряне приветствуют возвращение господина Саблера, между прочим, как сторонника церковного собора и великой реставрации православия. Сбудутся ли эти надежды? Если сбудутся, то, может быть, одним русским святым, хотя немецкого происхождения, станет когда-нибудь больше…»

По воспоминаниям протоиерея Петра Булгакова:

Однажды к ректору Петербургской Духовной академии, знаменитому протопресвитеру И. Л. Янышеву, является студент с заявлением о желании принять монашеское пострижение, то есть «ангельский образ». Знаменитый ректор сказал, что он ничего не имеет против такого «приятия», только требует совершить оное по окончании курса и по выходе из Академии. Одновременно с сим о[тец] ректор сказал студентам, чтобы они дружески посоветовали ищущему «ангельского образа» обратиться к врачу с просьбою освидетельствовать его голову: не больна ли она? Насколько известно искатель «ангельского образа» сохранил «образ Божий», оставивши мысль о монашестве.
Иной порядок завёлся по уходе о. Янышева из Академии, когда на сцену выступила система искусственного выпаривания ученых монахов, которую привил Саблер ещё в первые годы служения в Синоде. Система эта проста. Каждому студенту Академии становится известным, что стоит ему принять монашество, как ему будет обеспечено не только благополучное окончание Академии, но и блестящая карьера. С академической скамьи он попадает в инспектора с головокружительной быстротою, а через год-два в ректора семинарии. Здесь он одним росчерком пера может причинить серьёзную неприятность товарищу, стоявшему в Академии выше и по науке, и по выдержке характера. Такая система оказывала самое пагубное влияние не только на духовно-учебные заведения. Не только преподаватели и учащиеся, но вообще духовенство видели наглядно все ничтожество новых руководителей школы и стали относиться к ним с явным презрением и неприязнью.